# Echo (album Hermh)
Echo – pierwsza kompilacja polskiej grupy muzycznej Hermh. Wydawnictwo ukazało się w 1995 roku nakładem wytwórni muzycznej Entropy Productions. Na płytę złożyły się utwory z kaset demo: Oremus peccatum (Refaim) (utwory 1-4, 1994) i Crying Crowns of Trees (utwory 5-6, 1995). W 2006 roku wytwórnia Pagan Records wydała wznowienie kompilacji w formie digipack z dwoma dodatkowymi utworami: „Years of Dying” i „Wolfish Flower”.

## Lista utworów
Opracowano na podstawie materiału źródłowego.
Muzyka i słowa: Hermh.
1. „Chapter I - Oremus Peccatum / Refaim Fallen Ancient Babiloon” - 03:57
2. „Neverending War” - 06:21
3. „The Burning Bush” - 06:14
4. „Troubled Outliners” - 08:07
5. „Chapter II - Crying Crowns Of Trees Crying Crowns Of Trees” - 07:43
6. „Hermh” - 06:24

## Twórcy
Opracowano na podstawie materiału źródłowego.
| - Bartłomiej „Bart” Krysiuk – wokal prowadzący - Bartłomiej Kosacki – gitara rytmiczna - Tom – gitara prowadząca - Wojtek „Voit” Szuba – gitara rytmiczna (utwory 5, 6) - Marek „Mark” Kutnik – instrumenty klawiszowe | - Maciek Krasowski – perkusja - Marek „Mark Olo” Oleksicki – perkusja (utwory 5, 6) - Pieczara – gitara basowa - Adam „Nergal” Darski – gitara basowa, wokal wspierający (utwory 5, 6) - Havoc – okładka |